# Quadrirrem
La quadrirrem o tetrarrem (llatí: quadriremis; grec: τετρήρης, tetreres) és un vaixell impulsat mitjançant quatre fileres de rems, tot i també tenien veles per aprofitar el vent. Les seves dimensions eren 35 metres d'eslora, 5 metres de mànega, amb un pes de 77 tones, i estava tripulada per cent vuitanta remers i vuitanta soldats, i podia agafar una velocitat d'entre 7,2 i 7,8 nusos, sent més baix que la quinquerrem, i les seves característiques els feien ideals per operacions costaneres.
Segons Plini el Vell, la quadrirrem apareix a Cartago el segle iv aC amb dues fileres de vint-i-cinc rems. Fou usada per primer cop en combat en el setge de Tir per Alexandre el Gran, i pocs anys més tard era una nau molt popular, perquè els atenencs en van construir 200, i també ho eren 90 dels 240 vaixells d'Antígon el borni, sent a més el principal vaixell de guerra de la flota de  Rodes, l'única professional del mediterrani oriental.
A la batalla de Miles (36 aC), les quadrirrems eren l'embarcació més comuna de la flota de Sext Pompeu Pius, i diverses unitats es trobaven entre les flotes pretorianes imperials.